# Rhipsideigma raffrayi
Rhipsideigma raffrayi (лат.) — вид жесткокрылых из семейства лакомки. Единственный из ныне существующих (не вымерших) видов рода Rhipsideigma, для которого описана и изучена личинка. О других подробностях жизненного цикла, питании и тому подобном данные отсутствуют.
Эндемики Мадагаскара. Относительно крупные жуки, длина может составлять 15-20 мм, а ширина тела — до 6 мм.